# Varese Sportiva 1929-1930
Questa voce raccoglie le informazioni riguardanti la Varese Sportiva nelle competizioni ufficiali della stagione 1929-1930.

## Organigramma societario
Area direttiva
- Presidente: Cav. Franco Aletti
- Consiglio direttivo: Ferrario, Michele Frattini, Grassi, Pisoni, Adeo Ghiringhelli, Testa, Minazzi, Carlo Bianchi, Gnocchi, Piero Pastorino, Zonda.

Area organizzativa
- Segretario: Piero Pastorino

Area tecnica
- Allenatore: Cremonesi, poi Károly Fatter

## Rosa
| N. |                      | Ruolo | Calciatore            |
| -- | -------------------- | ----- | --------------------- |
|    | Italia (bandiera)    | A     | Luigi Alabiso         |
|    | Italia (bandiera)    | D     | Giuseppe Ballerio     |
|    | Italia (bandiera)    |       | Barberis              |
|    | Italia (bandiera)    | A     | Berrini               |
|    | Argentina (bandiera) | P     | Alberto Bernasconi    |
|    | Italia (bandiera)    | C     | Carlo Bianchi         |
|    | Italia (bandiera)    | A     | Albino Bottini        |
|    | Italia (bandiera)    | P     | Luigi Broggi          |
|    | Italia (bandiera)    |       | Broggini              |
|    | Italia (bandiera)    | C     | Ugo Casoli            |
|    | Italia (bandiera)    | C     | Luigi Cattaneo (II)   |
|    | Italia (bandiera)    | D     | Guerrino Cattaneo (I) |
|    | Italia (bandiera)    | A     | Piero Colombo         |
|    | Italia (bandiera)    | A     | Luigi Ferrario        |
|    | Italia (bandiera)    | A     | Ugo Ferrè             |
|    | Italia (bandiera)    |       | Fioravanti            |

| N. |                   | Ruolo | Calciatore               |
| -- | ----------------- | ----- | ------------------------ |
|    | Italia (bandiera) | D     | Arnaldo Giudici          |
|    | Italia (bandiera) | A     | Flaminio Landini         |
|    | Italia (bandiera) |       | Leone                    |
|    | Italia (bandiera) | A     | Attilio Marcora          |
|    | Italia (bandiera) | P     | Bruno Midali             |
|    | Italia (bandiera) | A     | Ermanno Missaglia        |
|    | Italia (bandiera) | C     | Piccardi (I)             |
|    | Italia (bandiera) |       | Piccardi (II)            |
|    | Italia (bandiera) | A     | Luigi Poggia             |
|    | Italia (bandiera) | C     | Carlo Pontiggia (I)      |
|    | Italia (bandiera) | A     | Coriolano Pontiggia (II) |
|    | Italia (bandiera) | A     | Attilio Salvi            |
|    | Italia (bandiera) | D     | Livio Semelli            |
|    | Italia (bandiera) | C     | Tagliabue                |
|    | Italia (bandiera) | A     | Stefano Visca            |
|    | Italia (bandiera) | C     | Francesco Viscardi       |

## Arrivi e partenze
| Acquisti | Acquisti         | Acquisti   | Acquisti   |
| -------- | ---------------- | ---------- | ---------- |
| A        | Albino Bottini   | Legnano    | definitivo |
| P        | Luigi Broggi     | Saronno    | definitivo |
| A        | Ugo Ferrè        | Legnano    | definitivo |
| A        | Flaminio Landini | Legnano    | definitivo |
| D        | Livio Semelli    | Ambrosiana | definitivo |
| D        | Stefano Visca    | Ambrosiana | definitivo |
| P        | Bruno Midali     | Piacenza   | definitivo |

| Cessioni | Cessioni          | Cessioni         | Cessioni   |
| -------- | ----------------- | ---------------- | ---------- |
| C        | Emilio Agradi     | Cantù            | definitivo |
| C        | Cesare Alberti    | ???              | definitivo |
| C        | Mario Antonioli   | Acciaierie Falck | definitivo |
| A        | Angelo Azzimonti  | Pro Patria       | definitivo |
| P        | Carlo Bardelli    | ???              | definitivo |
| P        | Renato Bizzozzero | ???              | definitivo |
| A        | Piero Colombo     | ???              | definitivo |
| D        | Alessandro Farina | ???              | definitivo |
| A        | Attilio Filocca   | Audace Osnago    | definitivo |
| A        | Clemente Frattini | ???              | definitivo |
| A        | Ampelio Gandini   | ???              | definitivo |
| P        | Carlo Giussani    | Codogno          | definitivo |
| A        | Remo Nicetti      | Abbiategrasso    | definitivo |
| ?        | Pietro Reguzzoni  | ???              | definitivo |